# Kwartierverlies
Kwartierverlies kan een verschijnsel in de genealogie zijn, wanneer een kwartierstaat wordt opgemaakt. Van kwartierverlies is sprake als een voorouder niet opspoorbaar is, bijvoorbeeld door een onwettige geboorte waarvan de vader niet is geregistreerd. Kwartierverlies wordt regelmatig verward met het fenomeen van kwartierherhaling.